# 京特·佩尔
京特·佩尔（德語：Günter Perl，1969年12月23日—）是一位前德国足球裁判，原注册于巴伐利亚足球协会辖下的慕尼黑竞赛俱乐部（MSV München）。

## 裁判生涯
作为慕尼黑竞赛俱乐部（MSV München）的注册会员，佩尔是自1996年起成为德国足协裁判。1998年，他开始执法德乙联赛，并自2005年起入选德甲裁判名单。佩尔的德甲首秀是在2005年8月13日，于凯泽斯劳滕对阵杜伊斯堡的比赛中担当主裁判。

## 个人生活
佩尔是一位全职的批发及外贸商人，现居住在巴伐利亚市镇伊萨尔河谷普拉赫。他已婚并育有两个儿子。